# Quanteninformatik
Die Quanteninformatik oder Quanteninformationsverarbeitung ist die Wissenschaft von einer Informationsverarbeitung, die quantenmechanische Phänomene nutzt. Als Träger der Information dienen Quantenobjekte.
Dabei werden neue Perspektiven gesehen. So könnten einige Berechnungen wesentlich schneller durchgeführt werden, als es mittels klassischer Computer möglich ist.
Die klassische Informationsverarbeitung verwendet stets makroskopisch viele Teilchen zur Repräsentation eines Zustands. Zwar unterliegen die einzelnen Teilchen quantenmechanischen Gesetzen, jedoch kann deren quantenmechanische Eigenart bei makroskopisch vielen Teilchen aufgrund des Korrespondenzprinzips vernachlässigt werden.
Insbesondere in Institutsnamen, aber gelegentlich auch im sonstigen Sprachgebrauch, wird das Forschungsgebiet Quanteninformatik auch mit seinem Forschungsobjekt, also der Quanteninformation, bezeichnet.

## Theoretische Grundlagen
Analog zum Bit der klassischen Information gibt es in der Quanteninformation ebenfalls eine kleinste Einheit, das Qubit. Hierbei handelt es sich um ein quantenmechanisches Zwei-Niveau-System.
In der Quanteninformatik werden die Quanteneigenschaften eines Systems von Qubits ausgenutzt. Neben der Superposition ist dies insbesondere die Verschränkung, die sich als Interferenz verschiedener Basiszustände interpretieren lässt.
Aufgrund des Komplementaritätsprinzips und der damit verbundenen quantenmechanischen Unschärferelation kann der Zustand von Qubits nicht vollständig ausgelesen werden. Vielmehr führt jedes Lesen eines Qubits zu einem Kollaps der Wellenfunktion, so dass letztlich nur ein klassisches Bit ausgelesen wird. Aus diesem Grunde arbeiten Quantenalgorithmen generell probabilistisch, d. h. ein Durchlauf liefert nur mit einer gewissen (möglichst hohen) Wahrscheinlichkeit das gewünschte Ergebnis.

## Quantenkommunikation
Ein wichtiges Teilgebiet der Quanteninformatik ist die Quantenkommunikation. Diese untersucht die Übertragung von klassischer Information und Quanteninformation über Quantenkanäle zwischen den Knoten eines Quantennetzwerkes. Die Verwendung von Quantensystemen als Informationsträger führt zu zahlreichen neuen Möglichkeiten, Schwierigkeiten und Fragestellungen verglichen mit der klassischen Theorie. So hat das für die Kommunikation zentrale Konzept der Kanalkapazität – eine Größe, die angibt, wie viel Information sich pro Nutzung fehlerfrei über einen verrauschten Kanal übertragen lässt (im Mittel über viele Nutzungen des Kanals) – für Quantenkanäle eine reichhaltigere Struktur, weil sich die Kapazitäten für die Übertragung von klassischer und von Quanteninformation (man spricht von der klassischen Kapazität und der Quantenkapazität des betrachteten Kanals) in der Regel unterscheiden, weil diese Kapazitäten in der Regel nicht additiv sind, weil es neue Methoden zur Kodierung von Information gibt und weil die Verfügbarkeit von Quantenverschränkung als Ressource auch zu einer verbesserten Kanalkapazität führen kann. Andererseits können für Quantensysteme auch Fehlerprozesse auftreten, die klassisch nicht vorkommen und gegen die die zu sendende Information (zum Beispiel mit quantenfehlerkorrigierenden Codes) geschützt werden muss. Das Teilgebiet der Quantenkommunikation, das diese Fragestellungen untersucht verallgemeinert die klassische Informationstheorie und wird daher oft auch als Quanten-Shannontheorie bezeichnet.
Die Verwendung von Quantenkanälen kann in mehrerer Hinsicht praktische Vorteile bieten. Zum einen kann klassische Information effizienter (schneller) übertragen werden, etwa weil die für einen gegebenen physikalischen Kanal optimale Kodierung Verschränkung oder nicht-orthogonale Quantenzustände verlangt oder mittels „dichter Kodierung“ (superdense coding), die es erlaubt (unter Verbrauch von verschränkten Zuständen) über einen Ein-Qubit-Quantenkanal zwei klassische Bits pro Kanalnutzung zu versenden, d. h. doppelt so viel wie ohne Verschränkung maximal möglich wäre. Zum zweiten können die Gesetze der Quantenmechanik verwendet werde, um die Informationsübertragung abhörsicher(er) zu machen, entweder, in dem der Quantenkanal zum Quantenschlüsselaustausch verwendet wird, mit dem dann sichere klassische Kommunikation möglich ist, oder durch Verwendung des Quantenkanals zur Erzeugung von Verschränkung, die dann auch sichere Quantenkommunikation ermöglicht. Und drittens kann Quantenkanal benutzt werden, um Quanteninformation zu übertragen, was neue Kommunikationsprotokolle ermöglicht, die für manche Aufgaben sehr viel weniger Datenaustausch benötigen als klassische Protokolle für dieselbe Aufgabe (reduzierte Kommunikationskomplexität).
Die meisten Vorteile der Quantenkommunikation setzen die Verfügbarkeit von Quantenkanälen mit nicht-verschwindender (und möglichst großer) Quantenkapazität voraus. Dazu ist es nötig, Quantensysteme wie Photonen, Elektronen oder Atome zwischen den beiden Informationspartner so zu übertragen, dass ihr interner Quantenzustand (z. B. die Polarisation des Photons oder der Spin des Elektrons oder Atomkerns) möglichst unverändert bleibt, d. h. keiner Dekohärenz unterliegt. Wegen ihrer vergleichsweise geringen Wechselwirkung sind Photonen in der Praxis der geeignetste Informationsträger. Während es für den Quantenschlüsselaustausch mittlerweile großräumige (aber immer noch experimentelle) Implementierungen gibt, ist der Aufbau vollwertiger Quantennetzwerke noch in einem sehr frühen experimentellen Stadium.
Eine wichtige Möglichkeit zur Realisierung eines Quantenkanals ist die Quantenteleportation. Diese setzt neben einem klassischen Kanal auch einen zwischen Sender und Empfänger geteilte verschränkten Quantenzustand voraus und erlaubt es dann dem Sender, mittels einer lokalen Messung und der Übermittlung des Messergebnisses (d. h., von bloß klassischer Information) Quanteninformation zu versenden (ein Qubit pro zwei Bit klassischer Information im besten Fall). Die Verschränkung muss wie im vorigen Absatz beschrieben über einen Quantenkanal erzeugt werden. Ein Vorteil der Teleportation ist, dass die hierzu nötigen verschränkten Zustände offline präpariert werden können und dass es für ihre Erzeugung über große Distanzen effiziente Fehlerkorrekturverfahren gibt wie den Quantenrepeater.

## Quantencomputer
Ziel der Quanteninformatik ist die Entwicklung eines Quantencomputers. Ein solcher könnte dank des Quantenparallelismus bestimmte Aufgaben, für die ein klassischer Computer sehr lange braucht, in wesentlich kürzerer Zeit berechnen. Ein Beispiel ist der Shor-Algorithmus zur Zerlegung des Produkts zweier Primzahlen in seine Faktoren. Dieser Algorithmus hat eine besondere Relevanz, da die Sicherheit des verbreiteten RSA-Verschlüsselungsverfahrens gerade auf der Schwierigkeit dieser Zerlegung beruht.
Ähnlich wie klassische Computer funktionieren auch Quantencomputer mit diskreten Operationen, die nur auf eine begrenzte Zahl von Qubits wirken. Solche Operationen nennt man Quantengatter.
Ein Problem bei der Entwicklung von Quantencomputern ist die Dekohärenz, die Quantenzustände in klassische Zufallsverteilungen überführt. Zu deren Kompensation braucht man spezielle Fehlerkorrekturverfahren, die ohne die Messung der Qubits auskommen, denn diese Messung würde ihrerseits den Quantenzustand zerstören. Diese Verfahren werden als Quantenfehlerkorrektur bezeichnet.